# Annie Besant
Annie Wood Besant (Londres, Inglaterra, 1 de outubro de 1847 – Adyar, Madras, Índia, 30 de setembro de 1933) foi uma escritora, teósofa, erudita, militante socialista, maçom, ativista e defensora dos direitos das mulheres, uma das mais notáveis oradoras da sua época e autora de uma vasta obra literária sobre Teosofia.

## Vida
Annie Wood Besant nasceu em 1847 e casou-se em Hasting, Sussex, com  o reverendo Frank Besant, irmão mais novo de Walter Besant. Seu casamento durou seis anos e eles se separaram em 1873. Foi dada a seu marido, a custódia permanente de seus dois filhos, Mabel e Arthur. Ela lutou pelas causas que acreditava serem justas, iniciando com a liberdade de pensamento, direitos das mulheres, secularismo (ela era membro líder da Sociedade Nacional Secular, ao lado de Charles Bradlaugh), controle de natalidade, socialismo Fabiano e direito dos trabalhadores. 

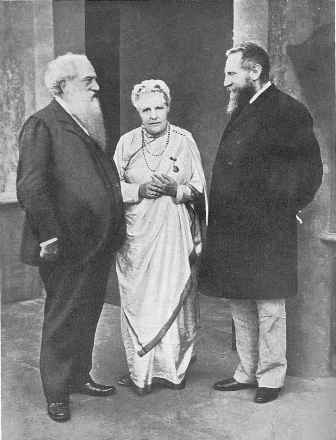
Annie Besant com o Cor. Henry Olcott (esq.) e Charles Leadbeater (direita) em Adyar em Dezembro de 1905

Sua mais notável vitória neste período foi a greve que ela liderou, em 1888, para melhorar a saúde e segurança das trabalhadoras de uma fábrica de fósforos. Durante aquele período, a indústria de fósforo era extremamente poderosa, uma vez que a energia elétrica não estava ao alcance de todos e fósforos eram essenciais para acender velas, lampiões de gás etc. A greve de Annie Besant marcou história, pois foi a primeira vez que alguém desafiou com sucesso os fabricantes de fósforos; também foi considerada uma marca de vitória dos primeiros anos do movimento socialista na Inglaterra.

### Teosofia
Em 1889, ela foi solicitada a escrever uma crítica negativa sobre a Doutrina Secreta, um livro escrito por Madame Blavatsky. No entanto, depois de ler a obra ela se impressionou com os conteúdos e, ao realizar a entrevista com a autora (também conhecida por H.P.B) se encantou com o seu magnetismo e solicitou tornar-se membro da Sociedade Teosófica.
Algum tempo após o falecimento de Blavatsky, Besant acusou William Quan Judge, líder da seção norte-americana da Sociedade Teosófica, de falsificar cartas dos Mahatmas. Tal conflito causou na época a separação de uma grande parte das lojas nos Estados Unidos da Sociedade Teosófica. Annie Besant, em 1903, mudou-se para Índia e, em 1908, foi eleita presidente internacional da Sociedade Teosófica, posição esta que ocupou até falecer em 1933.

### Ordem Mística do Templo da Rosacruz
Em 1912, Annie Besant, Marie Russak e James Ingall Wedgwood fundaram a Ordem do Templo da Rosa-Cruz. Em razão dos numerosos problemas originados na Inglaterra durante a Primeira Guerra Mundial, as atividades tiveram que ser suspensas.
Besant retornou a suas tarefas como Presidente Mundial da Sociedade Teosófica, Wedgwood seguiu trabalhando como bispo da Igreja Católica Liberal e Russak manteve contato na Califórnia com Harvey Spencer Lewis, ao qual ajudou na elaboração dos rituais da Ordem Rosa-cruz AMORC.

### Maçonaria

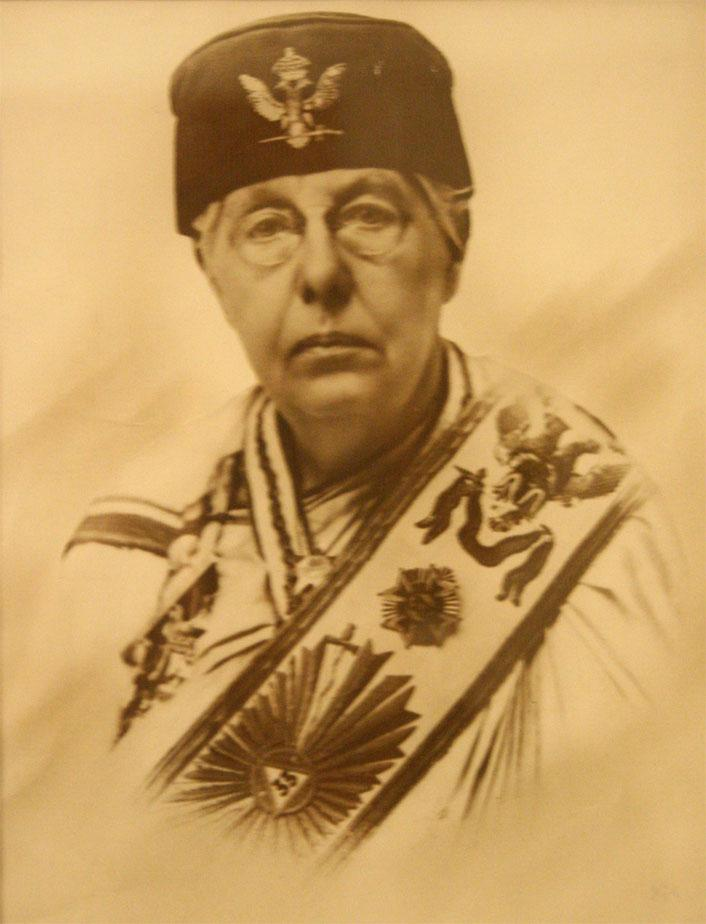
Annie Besant vestida de Mestre Maçom do 33º.

Em consequência do seu ativismo pelos direitos da mulher, causas humanitárias e interesse pelo ocultismo, Annie Besant pediu para ingressar na Ordem  Maçônica Internacional Le Droit Humain (co-maçonaria). Em 1902, juntamente com Francesca Arundale, viajou a Paris, onde foi iniciada nos três primeiros graus da maçonaria. De regresso a Inglaterra, Annie Besant criou a Co-maçonaria e fundou três Lojas Maçônicas em Londres, três Lojas no Norte de Inglaterra, outras três no Sul de Inglaterra e uma Loja na Escócia. Mais tarde fundou Lojas e Capítulos da Co-maçonaria em Canadá, Índia, Ceilão, América do Sul, Austrália e Nova Zelândia.

### Índia
Na Índia, fundou a Liga Nacionalista Indiana. Ela dedicou-se não somente a Sociedade Teosófica, mas também ao progresso e soberania da Índia. Foi a primeira mulher eleita Presidente do Congresso Nacional da Índia. Besant Nagar é o nome dum bairro (próximo à sede da Sociedade Teosófica) em Chennai, assim designado em sua honra.

### Krishnamurti
Adotou como filho o jovem indiano Krishnamurti, que era tido pelos teósofos como um grande mestre.

### Em português
- Brahmavidya – Sabedoria Divina
- Dharma
- Karma
- O Enigma da Vida
- O Homem e Seus Corpos
- Reencarnação
- Sugestões para o Estudo do Bhagavad-Gita

- Um Estudo Sobre o Karma
- A vida do Homem em Três Mundos
- Formas de Pensamento
- Ocultismo, Semi-ocultismo e Pseudo-ocultismo
- Vegetarianismo e Ocultismo
- A Doutrina do Coração
- A Vida Espiritual
- Os Ideais da Teosofia
- Os Sete Princípios do Homem
- Sabedoria Antiga
- Os Avatares
- Morte... e Depois?
- Os Mestres
- Do Recinto Externo ao Santuário Interno
- Um Estudo Sobre a Consciência
- A Sabedoria dos Upanixades
- O Homem - Donde e Como Veio, e Para Onde Vai?
- O Poder do Pensamento
- Introdução ao Ioga
- O Cristianismo Esotérico
- A teoria do inanimado

### Em inglês
- The Political Status of Women (1874)
- Marriage, As It Was, As It Is, And As It Should Be: A Plea For Reform (1878)
- The Law Of Population (1877)
- Autobiographical Sketches (1885)
- Why I became a Theosophist (1889)
- An Autobiography (1893)
- The Ancient Wisdom (1898)
- Thought Forms (1901)
- Bhagavad Gita (Tradução) (1905)
- Introduction to Yoga (1908)
- Occult Chemistry
- The Doctrine of the Heart (1920)
- Esoteric Christianity
- super-Human Men
- Theosophy and the new Psychology